# عصوية جمرية
العصوية الجمرية (نقحرة: باسلس انثراسيس) (Bacillus anthracis) هي العامل المسبب للجمرة الخبيثة (مرض شائع يصيب الماشية وأحيانا البشر). وتعد العصوية الجمرية من مسبب المرض الإجباري الوحيد ضمن جنس العصوية. وهي بكتيريا موجبة غرام مكونة للأبواغ الداخلية وهي عصوية الشكل يبلغ عرضها 1.0–1.2 ميكرومتر بينما يتراوح طولها بين 3–5 ميكرومتر. وتستطيع النمو في الوسط الغذائي العادي وفي الظروف الهوائية واللاهوائية.